# Raccordo autostradale 6
Il raccordo autostradale 6 (RA 6), gestito dall'Anas, interessa l'Italia Centrale e consente un veloce collegamento della SS 3 bis (anche nota come E45) nei pressi della città di Perugia con l'autostrada del Sole dove il percorso inizia nella località di Bettolle, comune di Sinalunga (SI). Il RA 6 è una prosecuzione senza soluzione di continuità del raccordo Siena-Bettolle (per raggiungere il casello Valdichiana A1 è necessario percorrere un brevissimo tratto della strada provinciale SP 327) e, dall'altro capo, prosegue (dopo breve tratto sulla SS 3 bis) come superstrada SS 75 fino a Foligno.

## Classificazione
Il raccordo è stato classificato come "raccordo autostradale" con DM del 10/03/1971 (GU 73 del 17/03/1972).
Il decreto legislativo 29 ottobre 1999, n. 461 non ha incluso il raccordo tra le autostrade italiane ma tra la rete stradale a viabilità ordinaria di interesse nazionale.
Questo raccordo autostradale, seppur denominato autostradale, è classificato tecnicamente da Bettolle fino a Tuoro sul Trasimeno come strada extraurbana secondaria, mentre dallo svincolo di Tuoro fino a Perugia è classificata come strada extraurbana principale. In entrambi i tratti valgono le medesime restrizioni al transito. L'Anas in alcuni documenti e nel proprio sito web ha inserito il RA 6 nella sezione raccordi autostradali (sezione diversa dalle autostrade di sua competenza) ma nelle annotazioni definisce il raccordo autostradale come autostrada senza pedaggio.
Tra la fine del 2014 e l'inizio del 2015, nella parte toscana, la segnaletica a sfondo blu è stata sostituita con quella autostradale a sfondo verde, e sono presenti i segnali di inizio e fine autostrada. Successivamente nel 2019, Anas ha provveduto a sostituire la segnaletica con quella a sfondo verde anche nel tratto umbro.

## Caratteristiche
Il piano stradale è costituito da carreggiata unica, con semicarreggiate separate da spartitraffico centrale e composte ciascuna da 2 corsie di marcia; la corsia d'emergenza è assente, ma sono presenti piazzole di sosta. Ad oggi è presente solamente un'area di servizio dotata di distributori di carburante tra lo svincolo di Cortona e lo svincolo di Pietraia in direzione Perugia. L'ente proprietario è l'Anas. Il raccordo è stato costruito sul tracciato della precedente strada statale 75 bis del Trasimeno. La vecchia statale esiste ancora come ex SS 75 bis, il RA 6 si collega a questa tramite gli svincoli compresi tra Tuoro e Corciano.

## Numerazione
Il raccordo è identificato con il numero 5 nella Circolare 19 febbraio 1996, Num. 08/96.
Il decreto del presidente del Consiglio dei ministri del 21 settembre 2001 (Gazzetta Ufficiale n. 226 del 28-09-2001) ha assegnato al raccordo la numerazione RA 6.
La numerazione RA 6 compariva solo nella segnaletica di inizio strada (nella segnaletica che informa che si sta viaggiando in un tratto di competenza Anas), mentre nella segnaletica progressiva veniva indicato come raccordo Perugia-A1.
Ora invece, data la sostituzione dei cartelli operata da Anas, la numerazione RA 6 è presente sotto i nuovi segnali di progressiva chilometrica, degli svincoli e nelle indicazioni.

## Percorso
Il RA6, partendo dal casello A1 di Bettolle, costeggia dapprima la Valdichiana, quindi, varcato il confine con l'Umbria nei pressi del km 19, la sponda settentrionale del lago Trasimeno fino a giungere nei pressi della periferia sud-ovest di Perugia; termina non lontano dal sito dell'Ipogeo dei Volumni, in località Ponte San Giovanni. Il raccordo, dal punto di vista panoramico, si può suddividere in tre parti: nella prima si passa attraverso le colline toscane, nella seconda si ha un'ottima visuale del lago Trasimeno, nell'ultima si attraversa la campagna umbra fino a scorgere sulla sommità di un colle il centro medievale di Perugia.
| Bettolle - Perugia |                                                                                        |      |      |           |                |
| Tipo               | Uscita                                                                                 | ↓km↓ | ↑km↑ | Provincia | Strada europea |
| 18                 | Raccordo Siena-Bettolle Siena                                                          | 0,0  | 59,0 | SI        |                |
|                    | Bettolle Milano-Napoli                                                                 | 0,0  | 59,0 | SI        |                |
|                    | Foiano della Chiana Torrita di Siena "Valdichiana Outlet Village" di Foiano            | 3,0  | 56,0 | AR        |                |
|                    | Foiano della Chiana Cortona Abbazia di Farneta                                         | 12,0 | 47,0 | AR        |                |
|                    | Pietraia                                                                               | 14,0 | 45,0 | AR        |                |
|                    | Castiglione del Lago Umbro Casentinese Romagnola Arezzo Camucia - Terontola di Cortona | 19,0 | 40,0 | AR        |                |
|                    | Tuoro imbarchi per isole del Trasimeno                                                 | 25,0 | 34,0 | PG        |                |
|                    | Passignano Ovest                                                                       | 27,0 | 32,0 | PG        |                |
|                    | Passignano Est                                                                         | 31,0 | 28,0 | PG        |                |
|                    | Torricella                                                                             | 35,0 | 24,0 | PG        |                |
|                    | Magione                                                                                | 40,0 | 19,0 | PG        |                |
|                    | Mantignana Corciano centro SS 728 dir. Pierantonio E45                                 | 42,0 | 17,0 | PG        |                |
|                    | Corciano                                                                               | 46,0 | 13,0 | PG        |                |
|                    | Olmo                                                                                   | 49,0 | 10,0 | PG        |                |
|                    | Perugia Ferro di Cavallo Città della Domenica                                          | 52,0 | 7,0  | PG        |                |
|                    | Perugia Madonna Alta Stadio                                                            | 53,0 | 6,0  | PG        |                |
|                    | Perugia San Faustino Perugia centro                                                    | 54,0 | 5,0  | PG        |                |
|                    | Perugia Prepo                                                                          | 56,0 | 3,0  | PG        |                |
|                    | Perugia Piscille                                                                       | 57,0 | 2,0  | PG        |                |
|                    | Perugia Ponte San Giovanni                                                             | 58,0 | 1,0  | PG        |                |
|                    | Tiberina Terni - Orte Cesena - Ravenna                                                 | 59,3 | 0,0  | PG        |                |